# Институт книги (Польша)
Институт Книги (пол. Instytut Książki) — польское государственное культурно-просветительское учреждение, находящееся в Кракове, Польша. Институт Книги занимается популяризацией чтения, распространением книг, продвижением польской литературы и языка в мире.

## История
Институт Книги был открыт 11 января 2004 года в Кракове по инициативе польского министра культуры Вальдемара Домбровского.
С 1 апреля 2004 года Институт Книги издаёт различные периодические журналы под патронажем Министерства культуры и национального наследия:
- Новая Польша — на русском языке;
- Teatr;
- Dialog
- Ruch Muzyczny;
- Nowe Księżki;
- Gadda.
- Twórczość

В настоящее время директором Института Книги является Гжегож Гауден.

## Номинация
С 2005 года Институт Книги ежегодно присуждает премию «Трансатлантик» в размере 10 тысяч евро переводчикам польской литературы.

### Список награжденых
- Генрих Береска (2005);
- Андерс Бодегард (2006);
- Альбрехт Лемпп (2007);
- Ксения Старосельская (2008);
- Бисерка Райчич (2009);
- Пьетро Маркесани (2010);
- Власта Дорачкова (2011);
- И Лицзюнь (2012).